# 磯村健治
磯村 健治 （いそむら けんじ、1949年12月11日 - ）は日本の俳優、実業家。本名同じ。別名義：香月 淳（1974年頃まで）、磯村 憲二、磯村 憲司（読みは同じ）。
山口県徳山市（現・周南市）出身。東洋大学経営学部中退。文学座、劇団雲を経て、六月劇場、野津修平事務所に所属していた。

## 来歴・人物
1970年代から80年代にかけての刑事ドラマ等では、チンピラ役・犯人役などの悪役を数多く演じた。
その後は映像制作会社である「トゥエンティ・ファースト・シティ株式会社」、「株式会社プレサリオ」を創設しグループの代表取締役を務め、俳優業からはリタイアしている。
2012年の第46回衆議院議員総選挙に埼玉6区より日本維新の会の公認候補として出馬したが落選した。
特技は柔道、剣道。

## 出演作品

### テレビドラマ
- 太陽にほえろ!（NTV / 東宝）※第96話、第133話は香月淳名義
  - 第50話「俺の故郷は東京だ!」（1973年） - “エル”の客（加賀の取り巻き）
  - 第96話「ボスひとり行く」（1974年） - 高野
  - 第133話「沈黙」（1975年） - 川本功
  - 第254話「子連れブルース」（1977年） - 井原卓也
  - 第328話「待ち合わせ」（1978年） - 山形京三
  - 第376話「右往左往」（1979年） - 永田
  - 第469話「東京・鹿児島・大捜査線」（1981年） - 三島勇
- 土曜日の女 / 女子高校生殺人事件（1974年、NTV / ユニオン映画） - 三宅　※香月淳名義
- 高校教師 第9話「墓場にパーティーはない」（1974年、12ch / 東宝） - 山田
- 白い牙 第24話「復讐の呼び声」（1974年、NTV / 大映テレビ）
- 特別機動捜査隊 第681話「襲われた夜」（1974年、NET / 東映） - 信雄※香川淳名義
- 傷だらけの天使 第11話「シンデレラの死に母の歌を」（1974年、NTV / 東宝）
- 俺たちの勲章（1975年、NTV / 東宝）
  - 第16話「儀式の終りに」 - 証言者（タクシー運転手）　※ノンクレジット
  - 第17話「子守唄」 - 室田
- 前略おふくろ様（1975年、NTV）
- 痛快!河内山宗俊 第12話「ぬれ手に油の三万両」（1975年、CX）
- 燃えよ! ダルマ大臣・高橋是清伝（1976年、CX） - 大江曹長
- シリーズ人間模様 / 妻たちの二・二六事件（1976年、NHK） - 坂井直
- 日曜スペシャル / 円谷幸吉物語（1976年、NHK）
- いろはの"い" 第21話「流れ星」（1976年、NTV / 東宝） - 高島勲
- 大江戸捜査網（12ch→TX / 三船プロ）
  - 第287話「連続放火魔の謎」（1977年） - や組の小頭
  - 第590話「尼層乱れ肌 首なし死体の謎」（1983年） - 金四郎
- 大都会 PARTII 第6話「傷だらけの逃走」（1977年、NTV / 石原プロ） - 井上三郎
- 新幹線公安官 第1シリーズ 第1話「ひかり33号の復讐」（1977年、ANB / 東映）
- 青春の門 第二部 （1978年、MBS）
- 土曜ワイド劇場（ANB）
  - 青い鳥を撃て（1977年）
  - 湯けむり受胎旅行連続殺人 第2作「オーストラリア子づくり旅行殺人事件」（1996年） - 藤木武史
- 特捜最前線（ANB / 東映）
  - 第59話「制服のテロリスト達!」（1978年） - 入江健児巡査
  - 第240話「サンタクロース殺人事件!」（1981年） - 小川
  - 第247話「警視庁狙撃班にいた男!」（1982年） - 岩井誠一郎
  - 第340話「老刑事・96時間の追跡!」（1983年） - 安岡保
- 大追跡 第8話「必死の追走」（1978年、NTV / 東宝） - 三郎
- 大空港 第2話「国際空港 1978年夏」（1978年、CX / 松竹）
- おやこ刑事 第21話「若者はふるさとの海を見た」（1979年、12ch）
- 鉄道公安官 第11話「東北本線・美しき逃亡者」（1979年、ANB / 東映）
- 探偵物語（1980年、NTV / 東映ビデオ）
  - 第20話「逃亡者」 - 赤誠会組員（会長の部屋をガードする男）
  - 第23話「夕陽に赤い血を!」 - ユウジ（自称 夕子の兄）
- 大捜査線 第16話「ヒットラーを愛した男」（1980年、CX / ユニオン映画）- 高見沢哲
- 87分署シリーズ・裸の街 第19話「望郷哀歌」（1980年、CX / 松竹）
- ザ・ハングマンシリーズ（ABC）
  - ザ・ハングマン 燃える事件簿 第8話「血染めのブランド」（1981年） - 相崎
  - ザ・ハングマン4 第16話「ストリッパーが刑事のバケの皮をはぐ!」（1985年） - 岩崎刑事（城西署二係）
  - ハングマンGOGO 第4話「Wのチ・ン・ピ・ラっぽいの好き」（1987年） - 針尾組組員
- 水曜劇場 / 二百三高地 愛は死にますか（1981年、TBS / 東映）
- 旅がらす事件帖 第18話「海に血を呼ぶ母子星」（1981年、KTV / 国際放映） - 茂吉
- 時代劇スペシャル / 蛇姫様（1981年、CX）
- 新・女捜査官 第12話「青年外科医の赤い殺意!!」（1983年、ABC / テレパック）
- 流れ星佐吉 第13話「千之助、幸わせ大芝居」（1984年、KTV / 松竹）
- スーパーポリス 第12話「見てろ女ども! ダサい男の復讐」（1985年、TBS / 近藤照男プロ）
- 水曜ドラマスペシャル / 青春夫婦物語 恋子の毎日（1986年、TBS）
- 新大型時代劇 / 武蔵坊弁慶（1986年、NHK） - 頑入
- 向田邦子新春スペシャル 「女の人差し指」（1986年、TBS / KANOX）
- あぶない刑事（NTV / セントラル・アーツ）
  - 第14話「死闘」（1986年） - 小堺（警備員）
  - 第47話「報復」（1987年）
- ジャングルシリーズ（NTV / 東宝）
  - ジャングル 第18話「逆転タイムリー」（1987年） - 榊省三
  - NEWジャングル 第26話「もう一人いた」（1988年） - バスジャック犯
- ザ・スクールコップ 第11話「夏休みの事件簿①」 - 第13話「夏休みの事件簿③」（1988年、CX / 大映テレビ） - 吾一
- ゴリラ・警視庁捜査第8班 第19話「刑事チェンの涙」（1989年、ANB / 石原プロ）
- 女ねずみ小僧 第7話「千両富は殺しの番号」（1989年、CX / C.A.L） - 捨松
- あいつがトラブル 第14話「警察が占領された」（1990年、CX / キティ・フィルム） - 谷口
- 刑事貴族 第6話「その時、父の闘いを見た」（1990年、NTV / 東宝） - 根津
- 幕府お耳役檜十三郎 第4話「生まれたままの悪女」（1991年、TX / 松竹）
- 代表取締役刑事 第36話「さらば友よ」（1991年、ANB / 石原プロ）
- 七曲署捜査一係'98（1998年、NTV）

### 映画
- 竜馬暗殺（1974年、ATG）
- 聖職の碑（1978年、東宝）
- 処刑遊戯（1979年、東映）
- 二百三高地（1980年、東宝） - 仁杉万吉
- 日本海大海戦 海ゆかば（1983年、東宝）
- 海へ See You（1988年、東宝）
- オルゴール（1989年、東映）
- ヘヴンズ・バーニング（1997年、オーストラリア映画） ※ラッセル・クロウ出演
- 降りてゆく生き方（2009年） 役名と同じ権藤 栄作名義で特別出演
- ナンバーテン・ブルース さらばサイゴン（1975年製作・2014年公開） 日越ハーフのタロー役